# M18 (Bosnien und Herzegowina)
Die M18 (kroatisch/bosnisch Magistralna cesta bzw. serbisch Магистрални пут/Magistralni put) ist eine Magistralstraße in Bosnien und Herzegowina. Sie führt von der serbischen Grenze bei Bijeljina über Tuzla, Kladanj und Olovo in die Hauptstadt Sarajevo und dann weiter über Brod nahe Foča bis zur montenegrinischen Grenze an der Tara bei Šćepan Polje.
Auf ihrem Verlauf nutzt die M18 unter anderem die Täler und Schluchten von Željeznica, Bistrica und Drina als Verkehrskorridor.

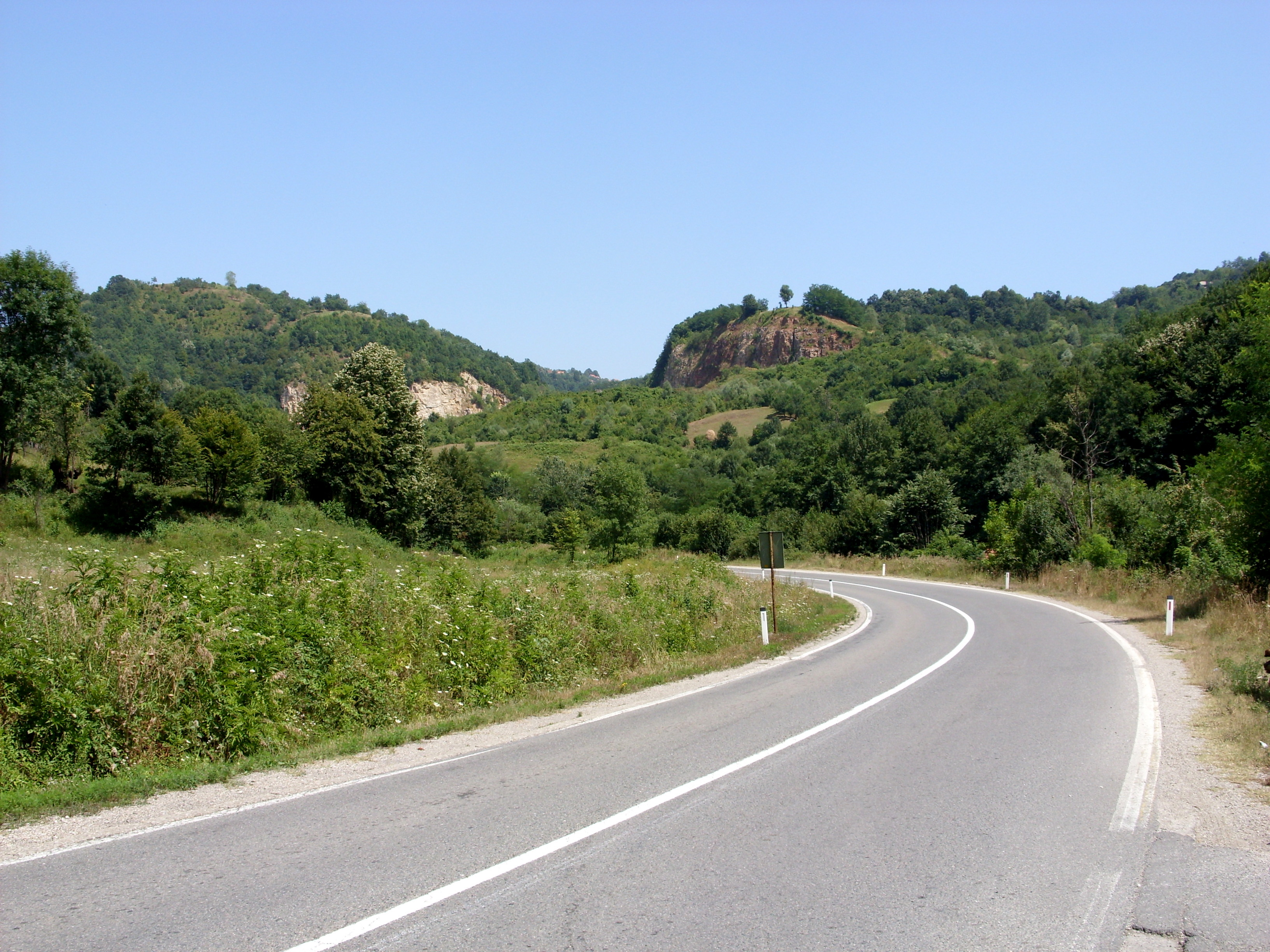
M18 zwischen Ugljevik und Priboj
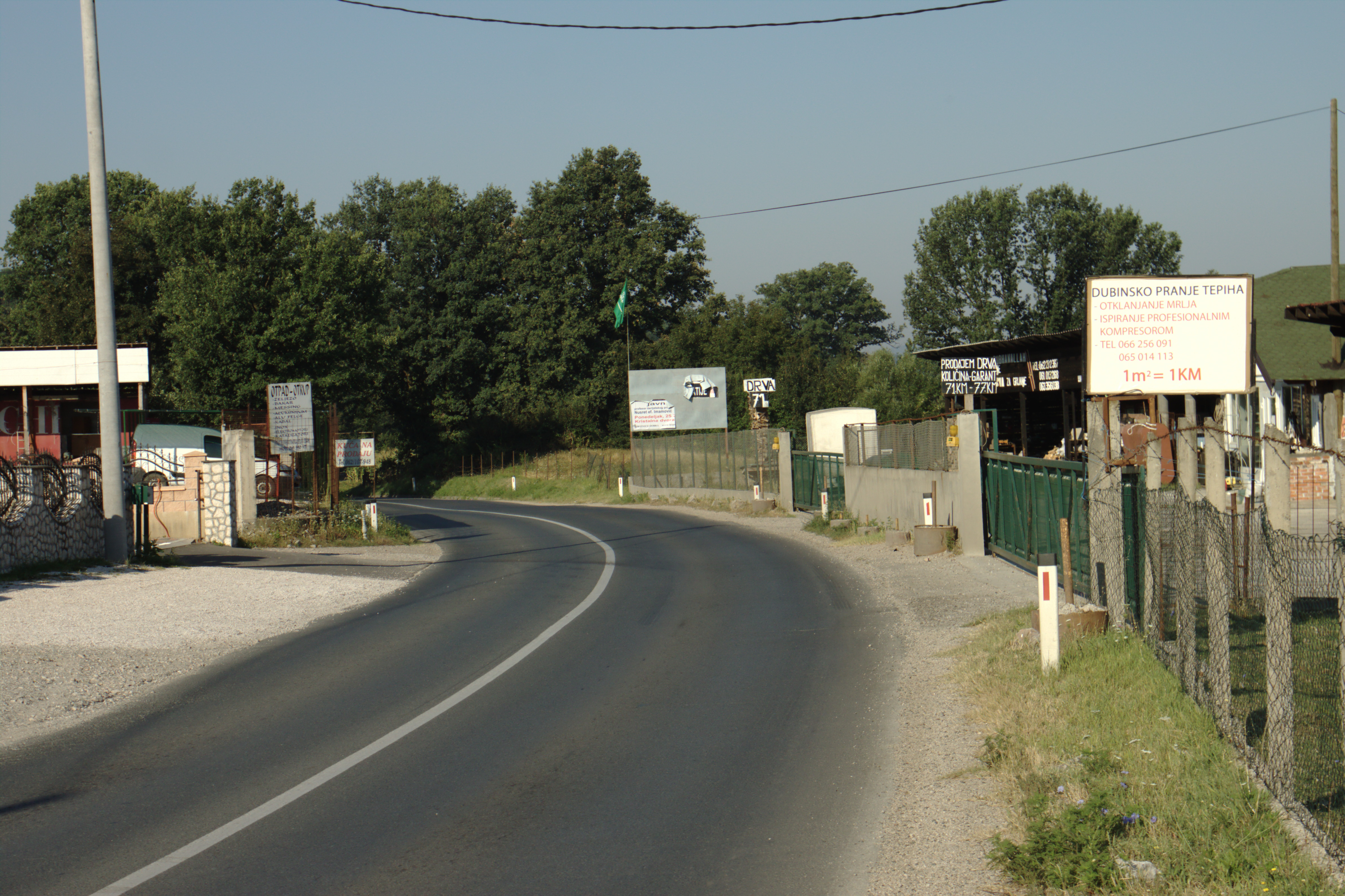
M18 bei Tuzla
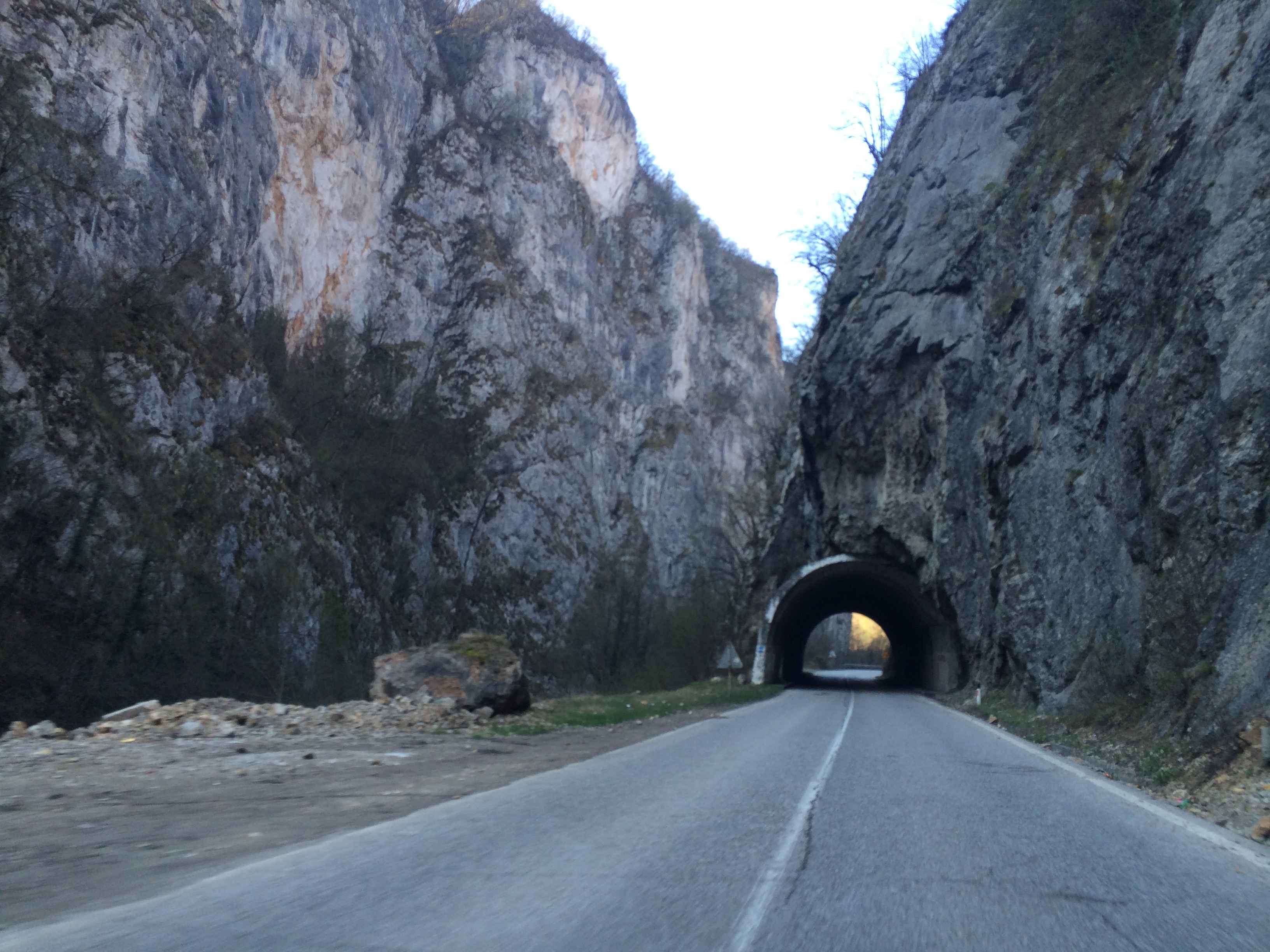
M18 in der Schlucht der Bistrica bei Foča